# ガンマ線バースト

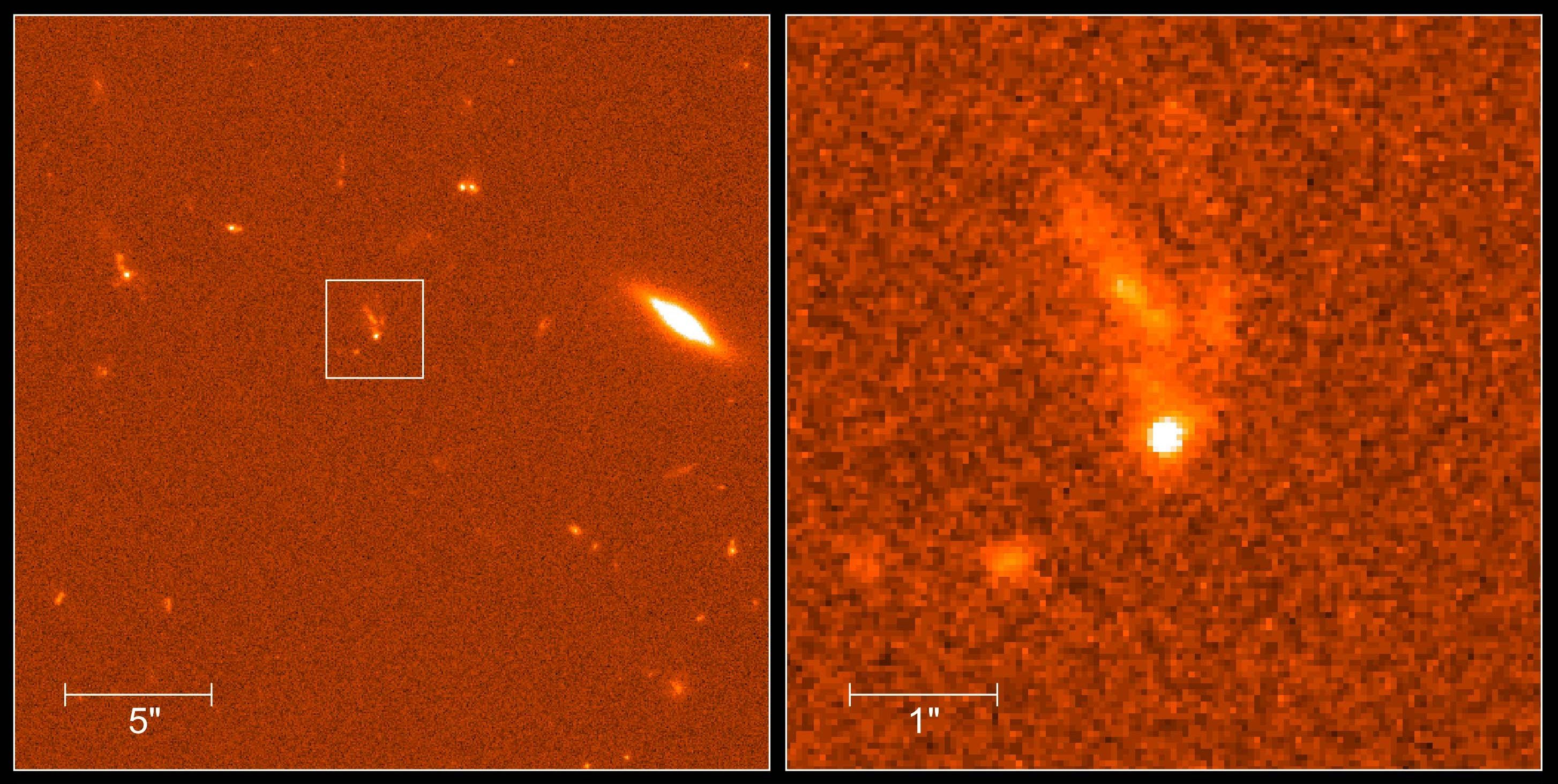
1999年1月23日に起きたガンマ線バースト GRB 990123 の可視光での残光（白い四角形の中の輝点。右は拡大図）。残光の上部に伸びるフィラメント状の天体はバースト源をもつと思われる銀河。この銀河は別の銀河との衝突によって形が歪んでいる。

ガンマ線バースト（ガンマせんバースト、英: gamma-ray burst、GRB）は、天文学の分野で知られている中で最も光度の高い物理現象である。
ガンマ線バーストではガンマ線が数秒から数時間にわたって閃光のように放出され、そのあとX線の残光が数日間見られる。この現象は天球上のランダムな位置で一日に数回起こっている。
ガンマ線バーストを起こす元となる仮想的な天体をガンマ線バースターと呼ぶ。現在では、ガンマ線バーストは極超新星と関連しているという説が最も有力である。超大質量の恒星が一生を終える時に極超新星となって爆発し、これによってブラックホールが形成され、バーストが起こるとされる。多くのガンマ線バーストが何十億光年も離れた場所で生じている事実は、この現象が極めてエネルギーが高く（太陽が100億年間で放出するエネルギーを上回る）、かつめったに起こらない現象である事を示唆している（1つの銀河で数百万年に一度しか発生しない）。これまで観測された全てのガンマ線バーストは銀河系の外で生じている。似たような現象として軟ガンマ線リピーターがあるが、これは銀河系内のマグネターによるものである。ガンマ線バーストが銀河系で生じ、地球方向に放出された場合、大量絶滅を引き起こすと推定されている。
なお、天体物理学界ではガンマ線バーストの詳細な発生機構についての合意は得られていない。

## 名前
ガンマ線バーストの名前は、略称の「GRB」に、発生時刻の西暦下2桁、月、日の6桁の数値で決まる。同日に複数のガンマ線バーストがあった場合は、A、B、C…という順にアルファベットが付けられる。例えば2008年9月16日に3番目に発生したガンマ線バーストは「GRB 080916C」となる。

## 研究史

### 発見
ガンマ線バーストは1967年7月2日にアメリカの核実験監視衛星ヴェラによって発見された。発見されたGRBは後にGRB 670702と名づけられた。ヴェラは核兵器の爆発実験により放出される放射線を検出する目的で作られた衛星だが、発生源が不明のガンマ線のバーストを検出することがあった。1973年にアメリカのロスアラモス国立研究所の研究者が、この衛星のデータから、これらのバーストが太陽系外からやってきているのを突き止めた。
宇宙から飛んでくるガンマ線は地球の大気によって遮られるため、ガンマ線バーストは大気圏外でしか観測できない。研究者たちは、より高性能のガンマ線検出器を衛星軌道上に打ち上げればGRBの位置を迅速に求められると考えた。しかし、1970年代になって高性能のガンマ線センサーが打ち上げられたものの、バースト源の位置を特定して詳細に調べるには精度が不足していた。衛星が示したバーストの発生位置付近を可視光で観測しても、それらしい天体は全く見つからなかった。
バースト源についてそれ以上詳しい情報は得がたいのが明らかになり、またGRBについて多く疑問が出された。第一の疑問は、バースト源は銀河系内にあるのか、それとも遠くの宇宙にあるのか。第二の疑問は、バーストのメカニズムは何か、であった。仮にバーストが遠方の宇宙で起きるとすると、その莫大なエネルギーの源を説明するのが難しくなる。なお、一部の研究者は、ガンマ線バーストは太陽系内のオールトの雲にある反物質と物質が対消滅を起こしたときに発せられたのではないかという仮説を打ち立てたが、のちに否定された。
1980年代にはこの問題はほとんど進展しなかった。その後1991年4月にアメリカ航空宇宙局はコンプトンガンマ線観測衛星を打ち上げた。コンプトンに搭載された観測装置の Burst And Transient Source Experiment (BATSE) はガンマ線バーストを検出し、その天球上の位置を十分な精度で決定することに成功した。BATSEによって、ガンマ線バーストには少なくとも2種類、硬ガンマ線バーストと軟ガンマ線リピーターが存在するとわかった。
BATSEは毎日2、3個のGRBを検出し、それらが天球全体にわたってランダムに分布するのを発見した。バーストが我々の銀河系内で起きているのであれば、銀河面に沿ってより多く分布するはずである。バースト源が銀河系の銀河ハローに付随するとしても、銀河中心により多く分布するように見えるはずである。またもしそうなら、近傍の銀河も同様の銀河ハローを持つと期待されるが、これらの銀河の銀河ハローに暗いガンマ線バーストの輝点は見られなかった。
この事実はGRBが遠方の宇宙で起きているのを示唆していたが、同時にこれほど大きなエネルギーを生み出すメカニズムが問題となった。理論天文学者の中には依然としてGRBが銀河系内で起きるモデルを考え出す者もいたが、BATSEではこの問題を解決できなかった。

### バーストの同定: GRB 970228
1990年代末にはGRBが銀河系内で起きるとする説は否定された。最初の手掛かりは、1996年に打ち上げられて2003年まで稼動したイタリアとオランダの BeppoSAX衛星によってもたらされた。
BeppoSAXは2つの広角X線カメラと協調して動作するガンマ線検出器を搭載していた。衛星のガンマ線検出器の角分解能は高くないが、GRBには一般にX線も含まれているので、X線カメラを使えば素早くバースト源を特定でき、可視光やほかの波長の望遠鏡での観測に役立つ。
1997年2月28日、BeppoSAXはGRBの正確な位置を素早く割り出した。このデータにより、アムステルダム大学のJ. van Paradijsのチームがカナリア諸島のラ・パルマにあるウィリアム・ハーシェル望遠鏡でGRBの可視光による対応天体の検出に初めて成功した。GRB 970228と名づけられたこのバーストの光学対応天体は、1997年3月26日にはハッブル宇宙望遠鏡によって観測され、淡く広がった天体が取り巻いているとわかった。これはハッブル・ディープ・フィールドの非常に遠方にある銀河によく似ていた。しかしこの頃にはバーストの残光は非常に暗くなっていたため、バーストが銀河系外に起源を持つとはっきり証明するのに必要なスペクトルは得られなかった。
1997年5月8日、BeppoSAX は別のバーストGRB 970508をきりん座で記録した。衛星の研究チームはインターネットでバースト発生の報告を流し、7時間後に天文学者ハワード・ボンドがアメリカのキットピーク国立天文台の90cm望遠鏡を使って光学天体を検出した。5月11日には10mケックII望遠鏡によってこの天体のスペクトルが得られた。このスペクトルの吸収線は大きなドップラーシフトを示していた。赤方偏移の値は 0.835 であった。ハッブルの法則を当てはめるとバースト源は数十億光年の彼方にあることになる。
これらの観測に続いて天文学者たちは、バースト発生の数時間後あるいは数日後により暗い可視光や電波の残光を検出した。赤方偏移のデータもより多く集まり、バーストが遠方の宇宙で起きているのがはっきりした。
1997年と1998年に行われたいくつかの GRB 発生位置の可視光観測によって、バーストと超新星の間につながりのある可能性が浮かび上がってきた。これらの観測は決定的ではなかったが、天体物理学者たちは GRB が超新星と関連していることに自信を持つようになった。

## 観測の歴史
| 年代   | 名称        |
| ------ | ----------- |
| 1999年 | GRB 990123  |
| 2006年 | GRB 060614  |
| 2013年 | GRB 130427A |
| 2022年 | GRB 221009A |

### バーストの観測: GRB 990123
1999年1月23日、アメリカ・ニューメキシコ州ロスアラモスの Robotic Optical Transient Search Experiment 1（ROTSE-1）という装置によって、初めて GRB 本体の可視光画像を得ることに成功した。ROTSE-1 は商用の200mm望遠レンズ4本が CCD 撮像素子に組み合わされたアレイで構成されており、これが自動動作する架台に搭載されていた。これらの望遠レンズはアマチュア天文趣味の基準から言っても地味なものだが、ROTSE-1 は広い視野を持ち、天球上のどの場所にも素早く向いて撮像できる装置だった。
1999年1月23日早朝のまだ暗い時間に、コンプトン衛星が1分半にわたって継続するガンマ線バーストを記録した。バーストが最初に検出されてから25秒後にガンマ線とX線の最初のピークがあり、続いてバースト発生の40秒後にいくらか小さなピークがあった。その後50秒の間にいくつかの小さなピークを残しながら放射は消えていった。発生から8分後には最大光度の 1/100 まで光度が下がった。このバーストは過去のガンマ線バースト全ての中で上位 2% にランクされるほど強かった。
コンプトン衛星はバースト発生の報告を NASA ゴダード宇宙飛行センターの地上制御施設に送り、センターはすぐにデータをガンマ線バースト座標ネットワーク (Gamma Ray Burst Coordinates Network, GCN) に流した。このバーストは GRB 990123 と命名された。
コンプトンではバーストの正確な位置は求められなかったが、発生位置の情報は広角の ROTSE-1 にとって十分だった。ROTSE-1 のカメラアレイは自動的に発生位置付近の領域に焦点を合わせ、コンプトンが検出してから22秒後のバーストの画像を撮影し、これ以後、25秒間隔で撮影した。ROTSE-1 は16等までの暗い天体を撮影できるが、GRB ハンターたちは GRB の可視光成分は非常に暗いのではないかと予想していた。しかし ROTSE-1 が撮影した可視光成分は9等もの明るさに達していた。これは性能の良い双眼鏡でも見られる明るさである。バーストを起こした天体はバースト発生から1分以内に4,000倍も明るくなっていた。
BeppoSAX もこれを観測しており、発生位置を1分角以内の精度で特定した。このデータもネットワークに流され、バーストの4時間後に発生位置がパロマー天文台の1.52m（60インチ）シュミット式望遠鏡で撮影された。この画像には過去のアーカイブ画像にはない18等級の可視光の天体が写っていた。
翌日の夜にはハワイの10mケック望遠鏡とカナリア諸島のロケ・デ・ロス・ムチャーチョス天文台の2.6mノルディック光学望遠鏡で、20等級まで減光した天体が撮影された。これらの観測で吸収線の赤方偏移が 1.6 とわかった。これは距離に換算すると約90億光年となる。
バースト発生の16日後にハッブル宇宙望遠鏡が GRB 990123 の観測を行った。この頃には当初の300万分の1まで暗くなっていた。ハッブルはバースト源の位置に暗い銀河を写し出した。この銀河は青い色をしており、新しい星が大量に生まれているのを示唆していた。

### バーストの観測：GRB 060614
2006年6月14日,ガンマ線バースト観測衛星「スウェフト」によって発見された。102秒間の間維持され、長いガンマ線バーストのはずだったが、近くに超新星が見つからなかったため、ホワイトホールが短時間出現したのではないかとの仮説も有力だとされた。

### バーストの観測：GRB 130427A
2013年4月27日に観測されたガンマ線バースト。950億電子ボルトという高めのエネルギーを観測した。詳細はGRB 130427A (英語版wikipedia)を参照。

## ガンマ線バーストとは何か
GRB 990123 の明るさと推定される距離とから、二つの可能性が考えられる。
第一は、このガンマ線バーストの放射は等方的に広がったというものである。これによると、バーストで放出されたガンマ線のエネルギーは太陽質量の1.3倍の恒星の質量を全てガンマ線の放射に完全に変換した場合に生み出されるエネルギーに等しい。可視光の波長では、もしこのバーストが我々の銀河系内の2000光年の距離で起きたとすると、太陽の2倍の明るさで輝いて見えることになる。
同様の議論は1997年に観測された GRB 971214 についても行なわれている。GRB 971214 も HST によって残光の位置に暗い銀河が発見されており、この銀河の赤方偏移が 3.4（距離に換算して約120億光年）と求まっている。この距離でバーストが起き、エネルギーが等方的に放出されたと仮定すると、そのエネルギーは通常の超新星爆発の数百倍に達し、バースト源の周囲100マイルの領域はビッグバンの1ミリ秒後に匹敵する温度に達したことになる。
もう一つの可能性は、ガンマ線は等方的な分布ではなく狭い領域に細く絞られて放出された、とするものである。この場合でも大きなエネルギー放出になるが、それは超新星と同等となり、それゆえ奇妙な物理過程をあまり必要とせずに済む。

天体物理学者たちは、バーストのパワーを完全に説明できる説得力のあるメカニズムを考え出す挑戦をしている。様々な考えの一つに、中性子星同士、あるいは中性子星とブラックホールとの衝突によって説明できるとする。また別の考え方では、バーストは極超新星によって起こるとするものもある。
ハッブルの観測によって GRB 990123 に若い銀河が付随しているとわかり、超新星説にデータを加えた。これは、バーストが中性子星や他のコンパクト天体の衝突によって生じると考えていた衝突モデルの理論家達を失望させた。なぜなら、衝突説ではコンパクト天体がかなり高い個数密度で存在している必要があるが、これは若い銀河とは矛盾するからである。一方で超新星は星形成の盛んな若い銀河では頻繁に起こる。超新星爆発を起こして死を迎えるような大きな星は寿命が短いためである。
しかし、超新星説モデルもエネルギー生成の理論で困難があった。問題を避ける方法の一つに、バーストのエネルギーは全方向に等しく放射されるのではなく、星の回転軸方向だけに放出されると仮定する方法がある。これは激しい活動性を見せるある種の恒星や銀河が、決まった方向に高エネルギーの宇宙ジェットを放出するのと似ている。
バーストの強力な光度に対する別の説明として、バーストの光は地球と GRB の間にある大きな銀河によって作られる空間の歪みによる重力レンズで集光されているとするものもある。この重力レンズモデルは、実際に地球と GRB の間に銀河があると示唆する観測結果により当初支持された。しかしこの「銀河」は後に、撮像時の傷と分かった。そのために重力レンズ説が完全に否定されたわけではないが、イェール大学のブラッドリー・E・シェーファーが、赤方偏移 1.6 という距離での銀河の密度を考えると、重力レンズが起こる確率は 1/1000 程度にしかならないだろうと指摘し、この説に対する興味は薄れていった。
プリンストン大学のボーダン・パチンスキーとカリフォルニア大学サンタクルーズ校のスタン・ウーズレーはそれぞれ独立に、超新星爆発では爆縮によってブラックホールが作られる時にガンマ線のエネルギーが細いビームとなって放出され、この集中したビームによって実際よりもエネルギーの大きい現象として観測される可能性があると指摘した。爆縮でこのようなビームが作られる過程はいまだに謎である。しかし、2001年秋に発表された17個の GRB の残光の解析から、ビームの幅について上限が与えられた。これによれば、ビームの幅はわずか数度の角度範囲に限られる。このような細いビームとして放射されるなら、GRB のエネルギーは 1044 J の数倍のオーダーとなり、平均より少し規模の大きな超新星でエネルギーをまかなえる。
細いビームでガンマ線が放射されていると、おそらく500個に1個程度の GRB しか地球からは観測されず、GRB は実際には宇宙でごくありふれた現象であり、毎分1回程度は起きていると見積もれる。となると、ガンマ線バーストに続いて起こる残光現象だけが見られる「親なしの残光」を観測できるかもしれない。
GRB の明るさは短時間で変化するから、バースト源の天体（もしくは発生領域）は非常に小さいと考えられる。天体の一部から起きた変化は光速を超えずに天体全体に及ぶが、天体が大きければその分時間がかかる。明るさの変化がどのような原因でも、短時間で天体全体の明るさが変化できるなら、天体は大きくはないと考えられるからである。非常に高密度の環境では光子は外へ逃げ出せないため、天文学者たちは最初天体から物質のジェットとしてエネルギーが放出され、ガンマ線は天体からある程度離れた領域で内部衝撃波によって作られると理論付けている。
GRB が超新星と関連する直接的な証拠もある。超新星爆発の爆縮過程によって広い範囲の重元素が合成され、とりわけニッケルの同位体は非常に不安定なためごく短い時間で崩壊し、放射線を出す。これによって、超新星は爆発の数日後、あるいは数週間後により明るくなる。
2001年11月21日、BeppoSAX はある GRB を捉えた。これはハッブル宇宙望遠鏡によって観測され、GRB 011121 の進化が長期間にわたって追跡された。観測で得られた光度曲線は超新星の光度変化モデルと一致した。しかし GRB 011121 のスペクトルは得られなかったため、超新星とのつながりは結論付けられなかった。

### 答への接近
GRB のデータは今不完全で、依然として謎に包まれている。GRB のスペクトルを得るのは難しく、それゆえ GRB までの距離は直接的に測定できない。その代わり、残光の可視光観測により赤方偏移を測ればおおよその距離が判明する。バースト発生後すぐに場所を特定して残光を見つけるのは非常に難しいが、天体物理学者の中には、GRB の変光の割合が距離に関する有用な指標を与え、さらに遠方の宇宙の距離決定の標準光源として役に立つと考える者もいる。
また、GRB はバーストの継続時間が長いものと短いものの二つに分かれる謎もある。長いガンマ線バーストは超新星に付随するであろうと一般に考えられているが、短いガンマ線バーストは全く異なるメカニズムに関連しているのかもしれない。
データの曖昧さや数多くの謎が残されているにも拘らず、天文学者たちは現在、謎の答に迫りつつあると考え、非常に興奮している。彼らは自分達が使える道具をこの問題の解決にうまく使っているところである。
天文学者たちは、2000年10月9日に打ち上げられたアメリカのHETE-2衛星によってより多くの情報が得られると期待している。最初のHETE-1衛星は1996年11月4日に打ち上げられたが、ロケットからの衛星切り離しに失敗した。バーストハンター達は落胆したが、幸いにもスペア部品から代替機を作れた。HETE-2 はガンマ線バーストの位置を迅速かつ正確に求めるよう設計され、これにより NASA のチャンドラX線天文台など他の観測衛星がバーストのより詳細な情報を得られるようになっている。
さらに現在、GRB を調査する新たなミッションが始まっている。スウィフトガンマ線バースト観測衛星が2005年4月に稼動している。スウィフトは「バースト警戒望遠鏡」を搭載し、他の衛星にあらゆるガンマ線バーストの発生情報を送れる。この衛星はバースト源に向けて素早く方向転換し、今までよりも高感度の観測装置でバーストの観測を行う。スウィフトは50秒以内に姿勢を50度移動でき、天空上の正確な座標に観測装置を向けられる。
2005年5月5日、スウィフトはあるバーストを捉えて追跡観測を行い、他の観測衛星・天文台によっても観測された。この時のデータは2つの中性子星の衝突によってバーストが生じた可能性を示唆しており、現在も調査が続けられている。

## 頻度と生物に及ぼしうる影響

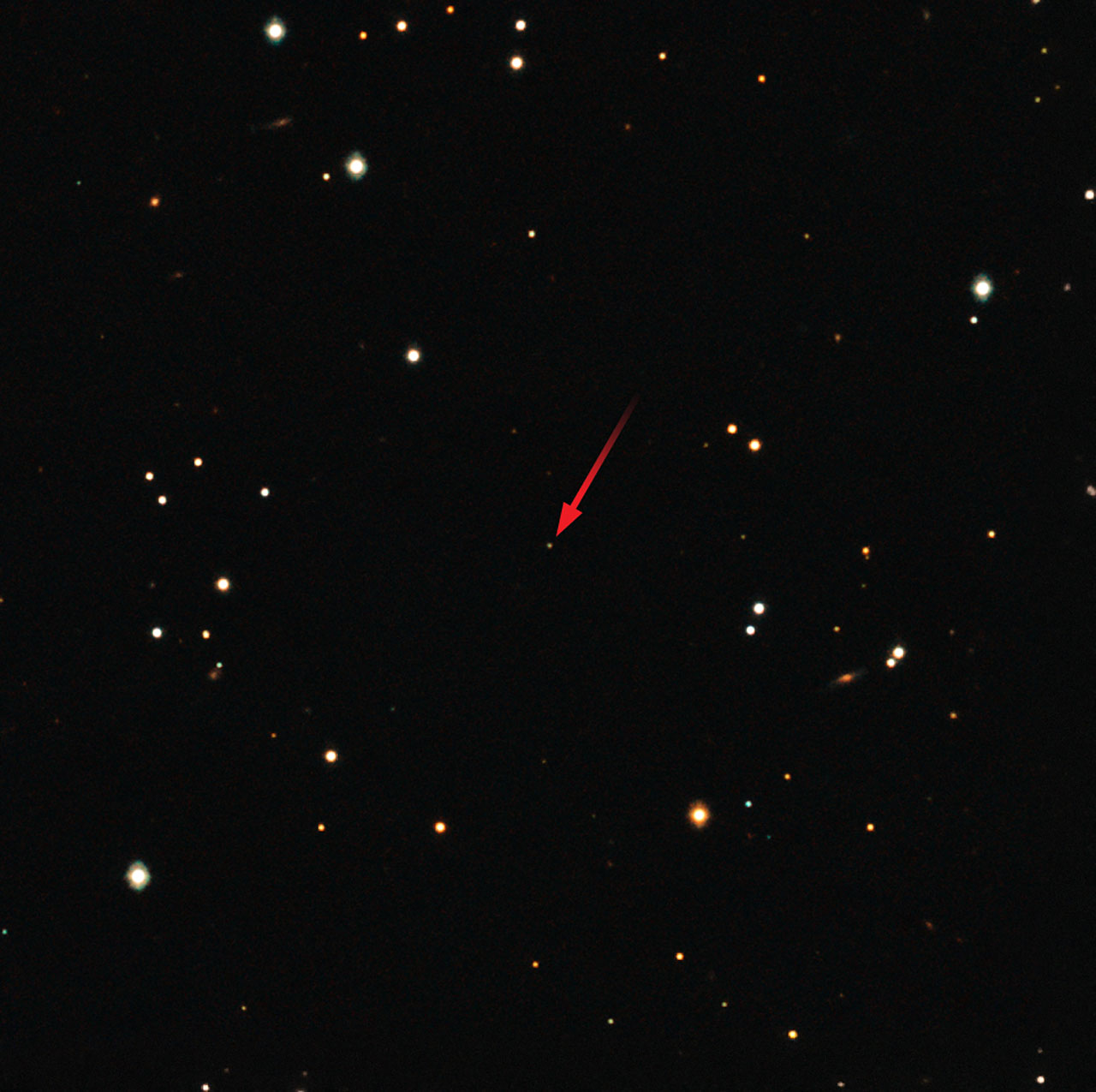
2015年10月27日の、グリニッジ標準時22時40分に、NASA／ASI／UKSAの、 スイフト衛星はそれの1000回目のガンマ線バーストを観測した。

ガンマ線バーストは生物に対して悪影響あるいは破壊的影響を及ぼしうる。宇宙全体で考えた場合、地球上と同様の生物にとって最も安全な環境は、大きな銀河の周辺部にある最も低密度の領域である。銀河の種類と分布から、そうした生物は銀河の約10パーセントだけにしか存在できないことが示唆される。また赤方偏移の量 z が0.5を超える銀河は、高頻度のガンマ線バーストと星の小ささの面で既知の生物には適さない環境である。
これまでに観測されたガンマ線バーストは、すべて天の川銀河のはるか外側で発生しており、地球には悪影響を及ぼしていない。しかし、もしガンマ線バーストが5,000〜8,000光年以内にある天の川銀河の内側で発生し、かつ地球の方向に放射された場合、地球の生態系に悪影響を及ぼし、潜在的には壊滅的な被害をもたらす可能性がある。現在、軌道衛星は平均して1日に約1回ガンマ線バーストを検出している。2014年3月現在、これまでに観測されたガンマ線バーストのうち最も地球に近かったものはGRB 980425である。これは40メガパーセク（130,000,000光年）遠方（z=0.0085）のSBc型矮小銀河で発生したものである。 GRB 980425は平均的なガンマ線バーストよりも遥かにエネルギーが小さく、Ib型超新星SN 1998bwに関係するものであった。
ガンマ線バーストの発生頻度の正確な見積もりは難しい。天の川とほぼ同じ大きさの銀河の場合、（長時間ガンマ線バーストの）推定頻度は1万年から100万年に1回と見積もられている。ガンマ線バーストが地球に向かって放射される確率は、この発生頻度の数パーセントにすぎない。短時間ガンマ線バーストの発生頻度は、コリメーション（平行な放射となる）の程度が不明のためさらに不確かな見積もりになるが、おそらく長時間バーストと同程度と考えられている。(Guetta & Piran 2006)
ガンマ線バーストは互いに反対方向を向いた2つのジェットに沿ってビームを放射すると考えられるため、これらのジェット方向の直線上にある天体に対してのみ高エネルギーのガンマ線が届くと考えられる。 200光年の範囲内では、ガンマ線バーストのビームによって何もかも蒸発しうる。
近くのガンマ線バーストが地球に直撃して破壊的なガンマ線が降り注ぐというのは仮設上の事象であるものの、銀河にわたる高エネルギーの事象が地球の大気に影響を与えることが観測されている。

### 地球への影響
地球の大気はX線やガンマ線のような高エネルギー電磁放射を非常に効果的に吸収するので、バーストが起こっている間でも地表では危険なレベルの放射にはならないと考えられている。数千パーセク以内からのガンマ線バーストによる地球上の生物への短期的影響は、地表面における紫外線の短期間の増加のみと考えられている。バーストの性質や距離によっては危険なレベルの紫外線となる可能性があるものの、地球上に壊滅的な被害を及ぼす可能性は低いと見られる。
近くで発生したバーストによる影響は、長期的影響のほうが危険である。ガンマ線は大気中で酸素と窒素分子の化学反応を起こす。まず最初に窒素酸化物が生成され、次に二酸化窒素ガスが生成される。窒素酸化物は3つのレベルで危険な影響を引き起こす。第一に、窒素酸化物がオゾン層を破壊する。複数のモデルで地球全体で25〜35％のオゾンが減少し、場所によっては75％減少することを示しており、この影響は数年間続くと考えられる。これは、地表面でUVインデックスの危険な上昇が十分起こりうるレベルである。第二に、窒素酸化物は光化学スモッグを引き起こす。光化学スモッグは空を暗くし、太陽光スペクトルの一部をブロックする。これは光合成に影響を及ぼしうるが、いくつかのモデルでは数年間にわたって太陽光スペクトルのわずか1％が減少するのみとしている。なお、このスモッグは「宇宙的な冬」（衝突の冬に似るが、実際に衝突が起こるわけではない）と呼ばれる、地球気候の冷却効果を引き起こす可能性があるが、地球規模の気候不安定と同時に発生した場合に限られる。第三に、大気圏の窒素酸化物の濃度上昇により、酸性雨が生じうる。硝酸は両生類を含む様々な生物に有害であるが、いくつかのモデルでは地球規模の深刻な影響を起こすほどの濃度には達しないと予測している。実際、硝酸塩がむしろ役立つ植物もある。
全体として、数千パーセク以内のガンマ線バーストで、かつエネルギーが直接地球に届くならば、 ガンマ線バースト自体の継続時間とその後数年間にわたって、紫外線レベルの上昇により大抵の生物は被害を受ける。いくつかのモデルでは、紫外線レベルの上昇によって、DNAの損傷が通常の16倍になるという破壊的影響を示している。これが地上の生態系に与える影響については、生物学分野と実験データの不確実性から、信頼できる評価は難しいということが証明されている。

#### 過去の地球における影響についての仮説
過去50億年の間に少なくとも1回、生物に重大な害を与えるほど地球に近い場所で致死的なガンマ線バーストが生じた可能性が高い（100%ではない）。
過去5億年の間に、主要な大量絶滅を引き起こすような致死的なガンマ線バーストが、地球から2,000パーセク以内で生じた確率は50%である。
4億5000万年前のオルドビス紀〜シルル紀の大量絶滅はガンマ線バーストによって引き起こされた可能性がある。
推定では、オルドビス紀の海洋にいた植物プランクトンの全生物量の約20〜60％が、ガンマ線バーストによって滅びたとされている。当時の海洋はほとんど貧栄養性で澄んでいたためである。 オルドビス紀後期の、一生の一部を海面近くのプランクトン層で生活する三葉虫の種は、かなり限られた範囲にとどまる傾向の深海生物よりもはるかに大きな被害を受けた。これは、広範囲に生息する種が生存に有利である通常の絶滅の流れとは対称的である。考えられる説明としては、深海にとどまる三葉虫はガンマ線バーストに関連する紫外線の増加から守られたということである。また、この仮説の裏付けとして、オルドビス紀後期の穴に生息する二枚貝の種は、表層に生息する二枚貝よりも絶滅しにくかったという事実がある。
774年〜775年の炭素14の急増は短いガンマ線バーストの結果生じたと主張されているが、強い太陽フレアによる可能性もある。

##### 地球上での大量絶滅
研究者の中には、近距離のガンマ線バーストによって地球がガンマ線の放射を受けた場合の影響について調べている者もいる。この研究は、地球で起きた大量絶滅の原因を説明し、また地球外生命の存在の可能性を評価するという動機に基づいている。現在の共通認識では、ガンマ線バーストの継続時間は短いので､被害は限定されるが、十分に近い距離で起きた場合は地球大気に深刻な被害をもたらし、オゾン層が破壊されて大量絶滅を引き起こす可能性もあるとされている。ガンマ線バーストによる被害は、同じ距離で起こる超新星爆発による被害よりは小さくなると考えられている。

2005年、NASA とカンザス大学の研究者が、約4億5000万年前のオルドビス紀－シルル紀境界での大量絶滅がガンマ線バーストによって引き起こされたと示唆する研究結果を発表した。バースト自体は古代の絶滅を引き起こした直接的な証拠ではないが、大気のモデリングによって「そのようなバーストがもし起きたらどうなるか」というシナリオを描いている点に彼らの研究の特色がある。彼らは比較的地球に近い恒星の爆発によるガンマ線放出の計算を行い、この爆発で地球にはわずか10秒間しかガンマ線は降り注がなくても、これによって地球大気のオゾン層の約半分がなくなる可能性を示した。消滅したオゾン層の回復には少なくとも5年を要するとされている。オゾン層の破壊によって、太陽からの紫外線が地上や海・湖沼の表面近くに生息する生命の大半を死滅させ、食物連鎖も破壊される。我々の銀河系内でガンマ線バーストが起こる可能性は非常に小さいが、NASA の研究者は過去数十億年の間に少なくとも1回は地球にガンマ線が降り注ぐほど近い距離でバーストが起きただろうと見積もっている。カンザス大学の古生物学者であるブルース・リーバーマン博士は、ガンマ線バーストがオルドビス紀の大絶滅の原因となった可能性があるという具体的なアイデアを提唱した人物である。「我々はそれがいつ起きたか正確には知りませんが、それが過去に起こり、その痕跡を残したこと自体には確信を持っています。最も驚くべきことは、たった10秒間のバーストでオゾン層に数年にわたる破壊的な被害がもたらされるということです」と彼は述べている。

2012年、屋久杉年輪の解析によって、西暦774年から775年の1年間に宇宙線が急激に増え、炭素14が生成されていたことが名古屋大学の研究グループから発表された。この宇宙線の増加の原因を、地球から近傍での超新星爆発（ガンマ線バースト）とする説や、太陽での巨大フレアの発生とする説などが唱えられたが、特定には至っていない。

## 軟ガンマ線リピーター
軟ガンマ線リピーターはマグネターの一種で、ガンマ線やX線の大規模なバーストを不規則な周期で引き起こす天体である。この現象で放出されるガンマ線・X線光子のエネルギーは通常のガンマ線バーストよりは低く（軟ガンマ線及び硬X線の領域に相当する）、天球上の同じ領域で繰り返し起こるのが特徴である。
SGR 1806-20 は過去に記録された最大のバーストで、その絶対等級は-29等に達した。